# Mwamba Kazadi
Robert Mwamba Kazadi (Elisabethville, 6 marzo 1947 – 1996) è stato un calciatore della Repubblica Democratica del Congo, di ruolo portiere.

## Biografia
Portiere titolare del Tout Puissant Mazembe fino al 1985 (con cui ebbe modo di affermarsi a livello continentale vincendo due edizioni consecutive della CAF Champions League), fece parte della rappresentativa zairese qualificatasi ai campionato del mondo 1974 subendo otto reti in tre gare (di cui tre nell'arco dei primi venti minuti del match contro la Jugoslavia, prima di essere sostituito dalla riserva Dimbi Tubilandu su ordine diretto di Mobutu), mostrando prestazioni discontinue.
È stato eletto da IFFHS portiere della Repubblica Democratica del Congo del secolo.

## Palmarès

### Club

#### Competizioni nazionali
- Linafoot: 3

Mazembe: 1967, 1969, 1976
- Coupe de République démocratique du Congo: 3

Mazembe: 1967, 1976, 1979

#### Competizioni internazionali
- CAF Champions League: 2 [2]

Mazembe: 1967, 1968
- Coppa delle Coppe d'Africa: 1

Mazembe: 1980

### Nazionale
- Coppa d'Africa: 2 [2]

1968, 1974

### Videografia
- Federico Ferri, Federico Buffa, Storie Mondiali: Arancia Meccanica (1974), Sky Sport, 2014.